# Willa przy ul. Sienkiewicza 10 w Iławie
Willa przy ul. Sienkiewicza 10 – zabytkowa willa w Iławie.
Willa została wzniesiona pod koniec XIX wieku na planie prostokąta. Składa się z dwóch podpiwniczonych kondygnacji. Posiada dwa ryzality od strony północnej oraz jeden trójboczny od południowej. Pomiędzy oknami w ryzalicie południowym znajdują się półkolumny połączone stylizowanymi balustradami, a nad oknami pierwszej kondygnacji umieszczono dekoracje akantowe. Budynek wpisany jest do rejestru zabytków pod numerem 1548 z 18.03.1987. Od 1953 roku znajduje się w nim Powiatowa Stacja Sanitarno-Epidemiologiczna.